# KF Istogu
KF Istogu (alb. Klubi Futbollistik Istogu, serb. cyr. Фудбалски клуб Исток) – kosowski klub piłkarski, mający siedzibę w mieście Istok w północno-zachodniej części kraju.

## Historia
Chronologia nazw: 
- 1947: KF Istogu

Klub piłkarski KF Istogu został założony w roku 1947. Zespół występował w niższych ligach mistrzostw Jugosławii. W 2008 roku klub po raz pierwszy zdobył awans do Superligi, ale debiut był nieudany i z powrotem spadł do pierwszej ligi. W 2014 wrócił do Superligi, jednak w następnym sezonie 2015/16 zajął przedostatnie miejsce i spadł do pierwszej ligi. Potem spadł nawet do Liga e Dytë, ale zajął 2.miejsce w grupie A i po udanych barażach z KF Rahoveci powrócił do pierwszej ligi. W pierwszym sezonie po powrocie zajął 7.miejsce. 

## Sukcesy

### Trofea międzynarodowe
Nie uczestniczył w rozgrywkach europejskich (stan na 31-05-2019).

### Trofea krajowe
| \| \| Zdobyte trofea w rozgrywkach Kosowa (stan na: 31-05-2019) \| |                                                           |      |          |
| Rozgrywki                                                          | Osiągnięcie                                               | Razy | Sezon(y) |
| Mistrzostwo                                                        | I miejsce                                                 | 0    |          |
| Mistrzostwo                                                        | II miejsce                                                | 0    |          |
| Mistrzostwo                                                        | III miejsce                                               | 0    |          |
| Mistrzostwo                                                        | 8. miejsce                                                | 1    | 2014/15  |
| Puchar                                                             | zdobywca                                                  | 0    |          |
| Puchar                                                             | finalista                                                 | 0    |          |
| Puchar                                                             | ćwierćfinalista                                           | 1    | 2014/15  |
| II liga                                                            | I miejsce                                                 | 0    |          |
| II liga                                                            | II miejsce                                                | 0    |          |
| II liga                                                            | III miejsce                                               | 0    |          |
| Kosowo                                                             | Zdobyte trofea w rozgrywkach Kosowa (stan na: 31-05-2019) |      |          |

- Liga e Dytë
  - wicemistrz (1x): 2017/18 (gr.A)

## Struktura klubu

### Stadion
Klub rozgrywa swoje mecze domowe na stadionie Demush Mavraj w Istoku, który może pomieścić 6000 widzów.

### Inne sekcje
Klub prowadzi drużyny dla dzieci i młodzieży w każdym wieku.

## Kibice i rywalizacja z innymi klubami

### Rywalizacja
Największymi rywalami klubu są inne zespoły z okolic.

### Derby
- KF Besa Peć
- KF Shqiponja Peć
- KF Dukagjini Klina
- KF Onix Banjë